# Liste der Kulturdenkmale in Klettbach
In der Liste der Kulturdenkmale in Klettbach sind alle Kulturdenkmale der thüringischen Gemeinde Klettbach (Landkreis Weimarer Land) und ihrer Ortsteile aufgelistet (Stand: 26. April 2012).

## Klettbach
Denkmalensemble
| Bild | Bezeichnung                                                            | Lage    | Datierung | Beschreibung | ID |
| ---- | ---------------------------------------------------------------------- | ------- | --------- | ------------ | -- |
| BW   | Straße der Einheit mit: Kirche, Kirchhof, Pfarrei, Gebäude Nr. 1 und 2 | (Karte) |           |              |    |

Einzeldenkmale
| Bild                                    | Bezeichnung         | Lage                          | Datierung | Beschreibung | ID |
| --------------------------------------- | ------------------- | ----------------------------- | --------- | ------------ | -- |
| weitere Bilder Fotos hochladen          | Kirche mit Kirchhof | (Karte)                       |           |              |    |
| Direkt Bild zu diesem Denkmal hochladen | Gehöft              | Am Teich 6                    |           |              |    |
| Direkt Bild zu diesem Denkmal hochladen | Gehöft              | Am Teich 31                   |           |              |    |
| Direkt Bild zu diesem Denkmal hochladen | Gehöft              | Am Teich 32                   |           |              |    |
| Direkt Bild zu diesem Denkmal hochladen | Gehöft (Pfarrei)    | Straße der Einheit 1          |           |              |    |
| Direkt Bild zu diesem Denkmal hochladen | Gehöft              | Straße der Einheit 67         |           |              |    |
| Direkt Bild zu diesem Denkmal hochladen | Gehöft              | Straße der Einheit 72         |           |              |    |
| weitere Bilder Fotos hochladen          | Bockwindmühle       | nordöstlich des Ortes (Karte) |           |              |    |
| Direkt Bild zu diesem Denkmal hochladen | Waidmühlstein       | außerhalb des Ortes           |           |              |    |

## Schellroda
Denkmalensemble
| Bild                                    | Bezeichnung           | Lage                          | Datierung | Beschreibung | ID |
| --------------------------------------- | --------------------- | ----------------------------- | --------- | ------------ | -- |
| Direkt Bild zu diesem Denkmal hochladen | Ortslage als Rundling | Koordinaten fehlen! Hilf mit. |           |              |    |

Einzeldenkmale
| Bild                                    | Bezeichnung         | Lage                       | Datierung | Beschreibung | ID |
| --------------------------------------- | ------------------- | -------------------------- | --------- | ------------ | -- |
| weitere Bilder Fotos hochladen          | Kirche mit Kirchhof | (Karte)                    |           |              |    |
| Direkt Bild zu diesem Denkmal hochladen | Steinkreuz          | Am Kreuz (südl. des Ortes) |           |              |    |

## Quelle
- Denkmalliste Landkreis Weimarer Land. (PDF; 929 kB) weimarerland.de